# 月下老人
月下老人（げっかろうじん）は、中国神話における婚姻の神。別名月老（げつろう）。主に赤い縄（赤繩）で夫婦となる者同士の足を結び、運命の婚姻を司るとされる。その信仰は唐代の伝奇小説を起源とし、後世の文学や民俗に深い影響を与えた。

## 来歴
月下老人の伝承は、唐代の文人・李復言が編纂した志怪小説集『続玄怪録』（しょくげんかいろく）の「定婚店」篇に初出する。物語の主要展開は以下の三段階で構成される：
韋固の奇遇
元和2年（807年）、杜陵（現・西安市）の書生・韋固が宋城（現・河南省商丘市）の宿泊先で夜明け前に外出した際、月明かりのもとで布袋に倚り姻縁簿（婚姻簿）を閲する老人と遭遇。老人は自らを「幽冥の書（あの世の記録）を司り、天下の婚姻を掌る者」と称した。
赤繩の神示
老人が携えた布袋には赤い縄が入り、「この縄で夫婦となる者の足を結べば、たとえ仇敵の家、貴賤の差、天涯の隔たりあっても、必ず婚姻が成就する」と説いた。さらに「韋固の妻は既に宿店の北で野菜を売る陳婆の3歳の娘に定まっている」と告げる。
拒絶と再会
韋固が老婆の娘（貧しい身なり）を見て拒絶し、僕に刺殺を命じるが、娘は眉間に傷を負うのみで生存。14年後、韋固は相州刺史・王泰の養女と結婚するが、その女性の眉間には幼時の傷痕があり、彼女こそ陳婆の娘（実親死亡後王泰に養育）であったと判明する。
この物語の結末で、宋城の県令は韋固が宿泊した店を「定婚店」と命名し、月下老人伝説の起源となった。

## 信仰と文化

### 神格化の展開
宋代の信仰拡大
唐代の伝承が民間に広まり、宋代には婚姻の神として祠廟が建立される。明代の道教経典『月老仙師宝誥』では「柴道煌」という姓名が付与され、赤繩と姻縁簿を持つ姿が定型化した。
道教体系での発展
清代の文献では、七娘媽（織女）が未婚男女を名簿に記し、月下老人が赤繩で縁を結ぶという分業説が現れた。

### 文学・芸術への影響
古典文学
清代小説『紅楼夢』57回で「千里の姻縁は一線（赤繩）が牽く」と月老の神力が言及される。『浮生六記』（沈復）では「童顔鶴髪、紅絲を手にし、非煙非霧の中を馳せる」と視覚的描写が深化。
民俗象徴
赤繩は「縁結び」の象徴となり、現代でも中国・台湾の寺廟では赤い紐をお守りとして授与する慣習が継承されている。

## 形象と象徴
月下老人の形象要素と象徴意義は、以下の表に体系的に整理される：
| 属性     | 象徴意義             | 典拠                                         |
| -------- | -------------------- | -------------------------------------------- |
| 赤繩     | 切断不可能な運命的絆 | 『続玄怪録』「仇家異域なりとも、終に不可易」 |
| 姻縁簿   | 婚姻の事前決定       | 『続玄怪録』「幽冥の書」                     |
| 杖と布袋 | 天涯を巡る神職表象   | 『月老仙師宝誥』明代道教経典                 |
| 月光     | 幽冥界と人間界の境界 | 『続玄怪録』「月下に簿籍を閲す」             |

## 関連事項
牽紅絲（けんこうし）
婚礼で新郎新婦が赤い絹布を共有する儀礼。月下老人の赤繩神話に直接由来し、宋代から現代まで継承される。
月老祠
杭州西湖孤山の祠は清代に建立され、現在も参拝者が赤紐で縁結びを祈願する習俗が残る。